# 베르하네 아데레
베르하네 아데레 데발라(암하라어: ብርሀኔ አደሬ ዴባላ, 1973년 7월 21일 ~ )는 에티오피아의 육상 선수이다. 그녀는 2003년 세계 선수권 대회 10000m 경기에서 우승했다. 베르하네는 여자의 교육을 위한 친선 대사로서 유니세프에서 일한다.
베르하네는 2003년 세계 선수권 대회에서 금메달을 획득했고 10000m 경기에서 30분 14.18초의 아프리카 기록을 세웠다. 이 아프리카 기록은 2008년 올림픽에서 아프리카 선수 최초로 30분 이내로 달린 티루네시 디바바가 깼다.
2006년 시카고 마라톤 대회에서 2시간 20분 42초의 개인 최고 시간으로 우승했다. 그녀는 2007년에 시카고 마라톤 대회에서 다시 한번 우승했고 2008년 1월 18일에 두바이 마라톤 대회에서 우승했다.